# Neutron (cohete)
Neutron es un cohete de dos etapas de capacidad media en desarrollo por la empresa estadounidense Rocket Lab. Anunciado el 1 de marzo de 2021, el vehículo está siendo diseñado para ser capaz de entregar 8000 kg de carga a la órbita terrestre baja, y se centrará en el creciente mercado de entrega de megaconstelaciones de satélites.

## Diseño
Se espera que el cohete tenga 40 m de altura con una cofia de 4.5 m de diámetro. Sus propelentes son queroseno altamente refinado (RP-1) y oxígeno líquido. Rocket Lab ha dicho que su objetivo es hacer que la primera etapa del vehículo sea reutilizable, con aterrizajes planeados en una plataforma de aterrizaje flotante en el Océano Atlántico.

## Usos
Neutron está diseñado para lanzar hasta 8000 kg de carga a una órbita terrestre baja de 400 km. Rocket Lab también tiene la intención de que el diseño pueda eventualmente soportar vuelos espaciales tripulados.

## Sitio de lanzamiento
Los lanzamientos del Neutron están destinados a tener lugar desde el Mid-Atlantic Regional Spaceport (MARS) en la Isla Wallops, en el estado de Virginia, Estados Unidos, mediante la modificación de su infraestructura de plataforma de lanzamiento existente en el Complejo de Lanzamiento 2.  La compañía está evaluando ubicaciones en los Estados Unidos para construir una fábrica para crear el nuevo cohete. A 3  de marzo de  2021, la empresa tiene previsto realizar el primer lanzamiento no antes de 2024.